# Kenamu
De Kenamu (Engels: Kenamu River, Innu: Tshenuamiu-shipu) is een circa 185 km lange rivier op het schiereiland Labrador in de Canadese provincie Newfoundland en Labrador.

## Verloop
De rivier vindt zijn oorsprong in het 410 m boven zeeniveau gelegen Mercier Lake, een meer diep in de wildernis in het zuiden van de regio Labrador. De eerste 60 km stroomt de rivier in zuidoostelijke richting, waarna hij geleidelijk naar het oosten en uiteindelijk naar het noordoosten draait.
Bij rivierkilometer 90 stroomt de Kenamu onderdoor een 81 m lange brug van de Trans-Labrador Highway (NL-510). Deze in 2009 aangelegde verbindingsweg is de enige weg die de rivier aandoet. Voorbij dat punt stroomt de rivier onafgebroken in noordoostelijke richting verder doorheen de westelijke uitlopers van de Mealy Mountains.
Na in totaal zo'n 185 km mondt de Kenamu uit in het zuidelijke gedeelte van het enorme estuarium Lake Melville. De monding bevindt zich zo'n 15 km van de bewoningskern North West River–Sheshatshiu (die zich aan de overkant van het estuarium bevindt).

## Hydrologie
De Kenamu heeft een stroomgebied van 4.403 km². Hij wordt aangevuld door 77 zijrivieren, waarvan de Little Drunken River en Utshashumeku-shipiss de belangrijkste zijn. Het debiet is het grootst tijdens de smeltperiode van de sneeuw in mei en juni.

## Vissen
In de rivier leven de Atlantische zalm, de bronforel, de driedoornige stekelbaars, de kwabaal, de Atlantische steur, de spieringsoort Osmerus mordax, de zuigkarpersoorten Catostomus commersonii en Catostomus catostomus en de houtingsoorten Coregonus clupeaformis en Prosopium cylindraceum.